# Miss E... So Addictive
Albums de Missy Elliott
Da Real World
(1999) Under Construction
(2002)
Singles
1. Get Ur Freak On
Sortie : 6 mars 2001
2. Lick Shots
Sortie : 1er mai 2001
3. One Minute Man
Sortie : 22 juin 2001
4. Take Away
Sortie : 5 novembre 2001
5. 4 My People
Sortie : 11 mars 2002

Miss E... So Addictive est le troisième album studio de Missy Elliott, sorti le 15 mai 2001.
L'album s'est classé 1er au Top R&B/Hip-Hop Albums et 2e au Billboard 200 et a été certifié disque de platine par la Recording Industry Association of America (RIAA) le 18 juillet 2001.
Miss E... So Addictive a été acclamé par la critique et le magazine Q l'a classé parmi les 50 meilleurs albums de 2001.

## Liste des titres
Tous les titres sont produits par Timbaland sauf mention contraire.
| No  | Titre                                                                   | Contient un (des) sample(s) de                                                                                                 | Durée |
| --- | ----------------------------------------------------------------------- | --- | ----- |
| 1.  | ...So Addictive (Intro) (featuring Tweet – Produit par Craig Brockman)  | | 0:54  |
| 2.  | Dog in Heat (featuring Method Man et Redman)                            | Douala by Night by J.M. Tim & Foty (1977)                                                                                      | 5:01  |
| 3.  | One Minute Man (featuring Ludacris – Produit par Big Tank et Timbaland) | Greyhound Mary de David Pomeranz American Woman (Timbaland Remix) de Lenny Kravitz                                             | 4:35  |
| 4.  | Lick Shots                                                              | Simchat He'amel - the Joy of the Worker de l'Israeli Folk Group                                                                | 3:32  |
| 5.  | Get Ur Freak On                                                         | | 3:56  |
| 6.  | Scream a.k.a. Itchin'                                                   | | 3:57  |
| 7.  | Old School Joint                                                        | Pop It de One Way featuring Al Hudson She's Just a Groupie de Bobby Nunn Flash Light de Parliament Victim of Life de Femi Kuti | 4:00  |
| 8.  | Take Away (featuring Ginuwine et Kameelah Williams)                     | | 4:58  |
| 9.  | 4 My People (featuring Eve – Produit par D-Man, Nisan et Timbaland)     | | 2:52  |
| 10. | Bus-a-Bus Interlude (featuring Busta Rhymes)                            | | 1:10  |
| 11. | Whatcha Gon' Do (featuring Timbaland)                                   | Colonial Mentality de Fela Kuti and The Afrika 70                                                                              | 3:14  |
| 12. | Step Off                                                                | | 3:58  |
| 13. | X-Tasy                                                                  | In Time de Sly and the Family Stone                                                                                            | 3:35  |
| 14. | Slap! Slap! Slap (featuring Da Brat et Ms. Jade)                        | | 4:05  |
| 15. | I've Changed (Interlude) (featuring Lil Mo)                             | | 1:05  |

| 16. | One Minute Man (Remix) (featuring Jay-Z) | Greyhound Mary de David Pomeranz | 4:35 |

| 16. | Get Ur Freak On (Bastone & Bernstein Club Mix)                                                                   | 4:56 |
| 17. | Higher Ground (Prelude)                                                                                          | 1:46 |
| 18. | Higher Ground (featuring Karen Clark Sheard, Yolanda Adams, Kim Burrell, Dorinda Clark Cole, Mary Mary et Tweet) | 5:02 |

| 16. | 4 My People (Basement Jaxx Remix)                                                                                | 4:56 |
| 17. | Higher Ground (Prelude)                                                                                          | 1:46 |
| 18. | Higher Ground (featuring Karen Clark Sheard, Yolanda Adams, Kim Burrell, Dorinda Clark Cole, Mary Mary et Tweet) | 5:02 |